# Себолчу
Себолчу (рум. Săbolciu) — село у повіті Біхор в Румунії. Входить до складу комуни Секедат.
Село розташоване на відстані 423 км на північний захід від Бухареста, 17 км на схід від Ораді, 114 км на захід від Клуж-Напоки.

## Населення
За даними перепису населення 2002 року у селі проживали 762 особи.
Національний склад населення села:
| Національність | Кількість осіб | Відсоток |
| -------------- | -------------- | -------- |
| румуни         | 620            | 81,4%    |
| цигани         | 126            | 16,5%    |
| угорці         | 16             | 2,1%     |

Рідною мовою назвали:
| Мова      | Кількість осіб | Відсоток |
| --------- | -------------- | -------- |
| румунська | 632            | 82,9%    |
| циганська | 117            | 15,4%    |
| угорська  | 13             | 1,7%     |